# Chrome应用商店
Chrome線上應用程式商店（英語：Chrome Web Store）是Google公司旗下的网络应用程序在线商店，其于2010年5月19日的Google I/O会议上公布，并于2010年12月6日正式开放。该商店允许用户安装并运行专为Google Chrome浏览器制作的网络应用。
商店中的应用使用HTML或Chrome浏览器的扩展语言写成。其中的应用既有免费，亦有付费的。
Google宣告在2022年6月之前，終結所有的Chrome Apps。